# Långsjön, Hanveden
Långsjön är en skogssjö i Huddinge kommun och Haninge kommun i Södermanland som ingår i Tyresåns huvudavrinningsområde. Sjön är 11,8 meter djup, har en yta på 0,0727 kvadratkilometer och befinner sig 77 meter över havet.
Sjön kantas dels av stenhällar, dels av mossiga stränder. Sjöns långsmala norra del (kanske ursprunget till dess namn) har vuxit igen och består idag mest av tätvuxen vass.
Hela sjön ligger i Natura 2000-området "Hanveden" (som utgör en liten del av det relativt stora skogsområdet Hanveden på Södertörn). Sjöns nordvästra, Huddinge-del ligger dessutom i Paradisets naturreservat, medan den södra delen ligger inom Svartsjöns naturreservat.
Långsjön passeras av Sörmlandsleden samt av "Sameslingan", en vandringsled tillhörande Paradisets naturreservat. Det finns en rastplats med vindskydd, väster om sjön.
Andra sjöar i Hanveden-området: Svartsjön, Trehörningen, Tornbergssjön, Ormputten, Ådran samt Öran.

## Delavrinningsområde
Långsjön ingår i delavrinningsområde (656000-162735) som SMHI kallar för Utloppet av Långsjön. Medelhöjden är 83 meter över havet och ytan är 1,25 kvadratkilometer. Det finns inga avrinningsområden uppströms utan avrinningsområdet är högsta punkten. Avrinningsområdets utflöde mynnar i havet. Avrinningsområdet består mestadels av skog (79 procent). Avrinningsområdet har 0,49 kvadratkilometer vattenytor vilket ger det en sjöprocent på 4,9 procent. Bebyggelsen i området täcker en yta av 1,44 kvadratkilometer eller 15 procent av avrinningsområdet.